# 羽島市立図書館
羽島市立図書館（はしましりつとしょかん）は、岐阜県羽島市にある公共図書館。

## 歴史
1970年（昭和45年）、羽島市中央公民館の3階に開設された。この施設が手狭になったため、1990年（平成2年）に羽島市竹鼻町丸の内6丁目2番地に移転した。1998年（平成10年）には羽島市立図書館の隣接地に羽島市文化センターが開設し、図書館と文化センターは羽島市の文化施設の拠点となった。

## 蔵書
蔵書数は約30万冊。羽島市出身の著者として、上山明博（ノンフィクション作家、小説家）、横山泰行（富山大学名誉教授、ドラえもん学提唱者）、山田日登志（PEC産業教育センター長）などのプロフィールと著書を紹介するコーナーを常設展示。また、親子向けのお話コーナーも定期的に開催している。

## 施設概要
- 延床面積：2,089m2
- 蔵書数：約27万3,000冊[1]。（うち開架は約12万冊）
- 個人貸出登録者数：約3万5,800人
- 貸出には利用者カードを作る必要があるが、身分証明書があれば市内・市外を問わず利用者カードを作ることができる。

## 利用案内

### 開館時間
- 10：00 - 18：00（午前10時～午後6時）
  - ただし、小中学生の夏休み期間は、午前9時～午後6時まで開館。

### 休館日
- 月曜日（祝日の場合は開館、翌日が休館）
- 祝日の翌日
- 年末年始（12月28日から1月4日まで）
- その他図書整理日など特別に定める日

## アクセス
- 羽島市コミュニティバス市内線・青バス「文化センター」バス停下車。

## 周辺施設
- 羽島市文化センター
- 市民の森羽島公園
- 羽島市老人福祉センター
- 羽島市柔剣道場
- 羽島市弓道場